# Rui Dias de Melgarejo
Rui Dias de Melgarejo (em castelhano: Ruy Díaz de Melgarejo) foi um militar e explorador, conquistador e estadista espanhol que fundou para a Coroa Espanhola na região do Río da Plata na América do Sul, várias cidades (hoje extintas ou remanescentes com outros nomes), como a Cidade Real de Guaíra (hoje Terra Roxa) e Vila Rica do Espírito Santo. Sua vida foi marcada por guerras, conspirações, perseguições e conflitos familiares. Melgarejo gozou do favor da coroa espanhola. Ele governou quase de forma absoluta a província independente de Guayrá por 30 anos.

## América do Sul
Melgarejo deixou a Itália em 1º de novembro de 1540, em uma expedição liderada por Álvar Núñez Cabeza de Vaca ao Rio da Plata. Ele permaneceu com de Vaca até que, em 1544, foi removido de seu cargo. Seu protesto contra a remoção da coroa de sua posição levou à sua prisão.
No final da década de 1540, Melgarejo organizou a eleição de seu parente Diego de Abreu para o cargo de governador de Assunção, depondo Fernando Mendoza, que havia sido nomeado governador pelo vice de de Vaca. De Abreu foi reconhecido como governador, mas Maelgarejo e de Abreu foram forçados a fugir de Assunção quando de Abreu ordenou a morte de Mendoza. Os dois passaram sete anos escondidos antes de de Abreu ser morto e Melgarejo ser novamente preso. 
Melgarejo escapou da prisão, mas foi capturado por índios Tupis que mataram e comeram seu companheiro de viagem. Ele escapou do cativeiro devido à formação de um relacionamento com um membro feminino da tribo. Os dois iriam deixar a tribo e viajar para San Vicente, onde se casaram. Melgarejo, no entanto, encontrou sua esposa na companhia de outro amante. Após a descoberta, Melgarejo matou os dois, o que novamente o levou a fugir.  Em 1555, Melgarejo retornou a Assunção, onde foi recebido pelo atual governador, seu irmão, Martinez de Irala.

## Sucessos posteriores
Melgarejo atuou no estabelecimento de assentamentos ao longo do rio Paraná. Melgarejo fundou Villarrica em maio de 1570. O nome, traduzido como "cidade rica", foi escolhido devido à crença de Melgarejo de que havia minas de prata nas proximidades. Ele foi posteriormente enviado por de Irala para "conquistar e colonizar" o Guayrá. Melgarejo foi o líder de uma expedição a Ontiveros, então capital da região, uma cidade fundada três anos antes por outro tenente de Irala. Porém, Melgarejo considerou o local inabitável e o abandonou. Em vez disso, ele criou um novo assentamento, Ciudad Real , em um terreno mais elevado do outro lado do rio Paraná a partir do local original dos Ontiveros.
 

Ele seria substituído como governador em 1570 por Alanzo Riguelme, mas antes que Riguelme pudesse tomar posse, suas credenciais foram revogadas e ele foi preso.  Melgarejo foi instruído a trazer Riguelme e Felipe de Cáceres de volta para a Espanha. Eles embarcaram em 1573. O mau tempo no início da viagem os obrigou a parar no porto de São Vicente, no Brasil, onde Melgarejo foi contratado para auxiliar o governador nas batalhas contra os indígenas. Seu sucesso nessas batalhas aumentou sua popularidade com o governo, o que, por sua vez, aumentou as oportunidades de fazer expedições adicionais para explorar e colonizar o interior do Paraguai. Seus sucessos em seus comandos navais e como líder de partidos de assentamento o levaram a se tornar conhecido como o "Captã Invencível".